# Société des chemins de fer sur route d'Algérie

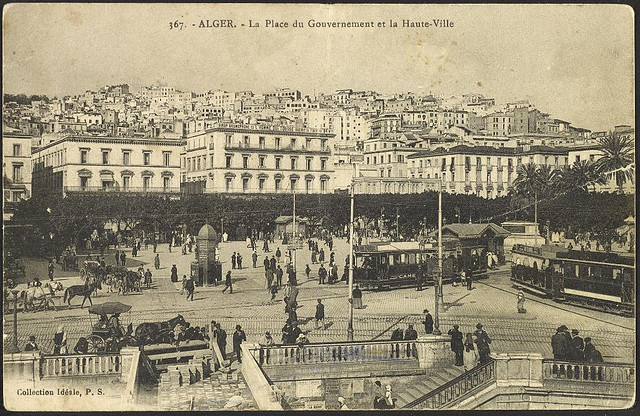
Capolinea di Place du Gouvernement ad Algeri

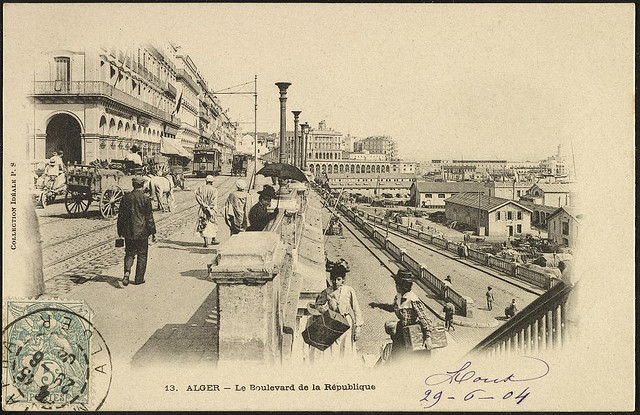
Tram ad Algeri, 1904

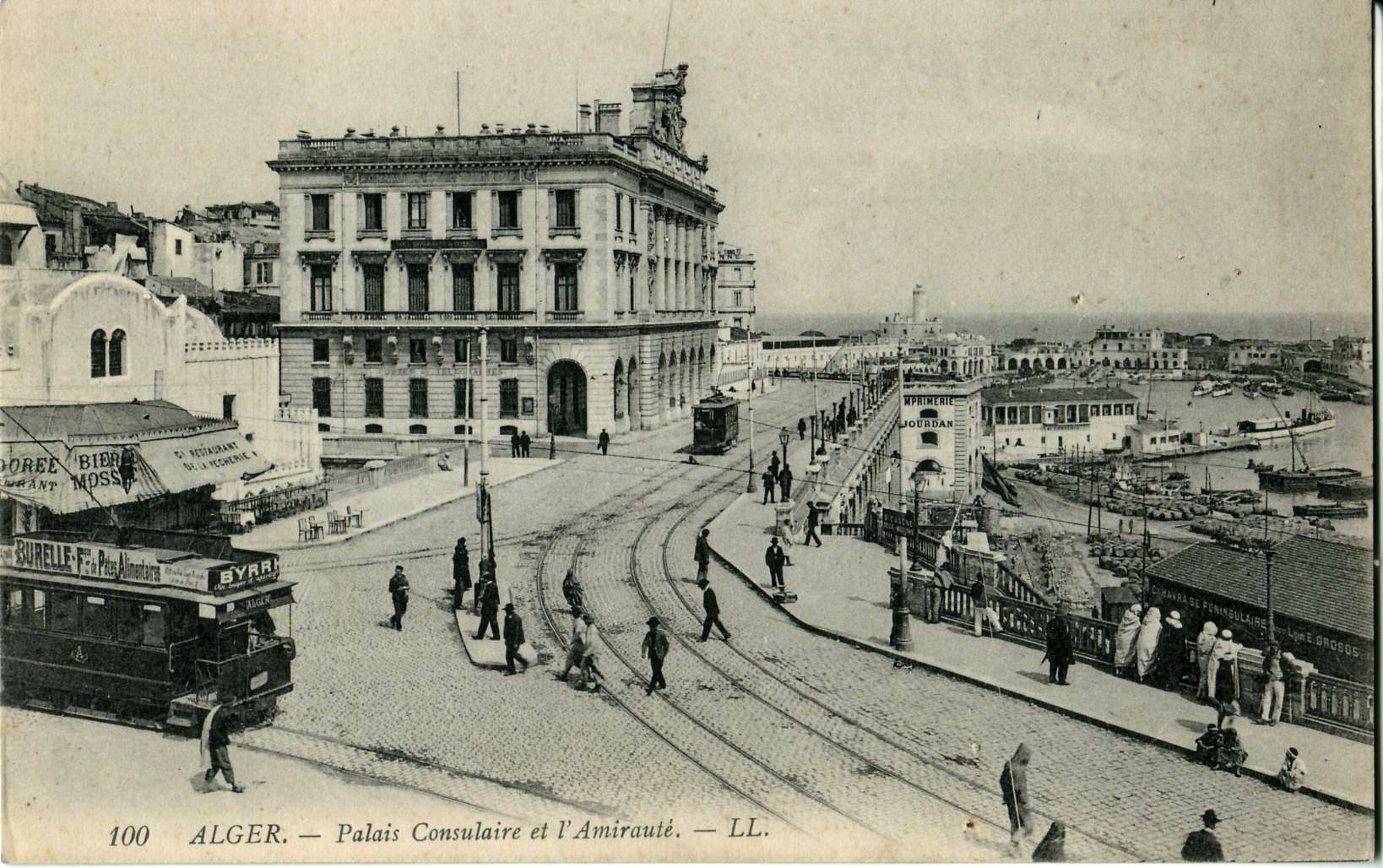
1914, tram ad Algeri

La Société des chemins de fer sur route d'Algérie (CFRA) era una società costituita per la gestione di una rete di tranvie urbane e ferrovie economiche in sede promiscua, a scartamento ridotto 1055 mm, nel dipartimento di Algeri, in Algeria. Fu operativa tra il 1894 e il 1935.

## Storia
La concessione per realizzare una rete tranviaria a vapore costituita da 4 linee nei dintorni di Algeri venne richiesta da Edmond Caze politico francese e promotore di costruzioni ferroviarie; le linee richieste ottennero la dichiarazione di "pubblica utilità" il 16 gennaio 1892. Nel decreto era prevista la possibilità del trasferimento della concessione così, il 20 luglio 1894, questa fu trasferita alla società costituitasi allo scopo. La concessione prevedeva la realizzazione di una linea principale da Saint-Eugène a Rovigo passando per Algeri, Mustapha, Hussein-Dey, Maison -Carrée e l'Arba con le sue diramazioni tra Mustapha e Champ de manœuvres e fino al porto di Algeri. Una seconda linea tra D'El-Affroun a Marengo, una terza da Dellys a Boghni e una quarta da Algeri a Koléa.
Le aperture avvennero in ordine sparso: il 21 settembre 1894 fu aperta la El Affroun - Marengo, di 19,2 km.
Seguirono la Algeri (Saint Eugène) - Maison-Carrée, di 11,6 km, la diramazione Mustapha (Champ de manœuvre) - Le Ruisseau, di 6 km e la Mustapha (Champ de manœuvre) - Porto di Algeri.
La Maison-Carrée - Rovigo, di 25,6 km fu aperta il 16 ottobre 1898.
Nel 1900 furono aperte, la Algeri (place du Gouvernement) - Tunnel - Les Deux Moulins (Saint-Eugène) di 9,2 km e, il 4 dicembre il prolungamento fino a Mazafran e Koléa, per complessivi 41 km. La diramazione Mazafran - Castiglione (11,8 km) fu aggiunta alla rete il 1º aprile 1903. Il 28 dicembre 1900 fu aperta la linea isolata di 67,2 km, Dellys - Boghni.

### Ammodernamento ed estensione della rete
Nel 1905 venne richiesto un ampliamento della rete che ottenne la dichiarazione di pubblica utilità il 19 settembre 1905. Fu iniziata una serie di lavori che produssero l'apertura, il 27 gennaio 1909, della diramazione Maison-Carrée - Aïn Taya di 20 km. Il 14 luglio dello stesso anno fu aperta la linea Marengo - Cherchell, di 28,9 km.
Il 1º aprile 1910 furono aperte la linea Orléansville - Ténès, di 56,4 km e la Ténès ville, porto di Ténès.

### Riorganizzazione della rete e ripartizione
Nel 1926 la rete di competenza della CFRA fu oggetto di una ripartizione in seguito alla quale la compagnia mantenne le sole linee urbane, come Rete urbana di Algeri. Le linee suburbane vennero rilevate in parte dallo Stato e in parte affidate alla PLMA.
La linea costiera Deux Moulins - Algeri (Saint Eugène), quella da Place du Gouvernement per Mustapha e Maison-Carrée e la diramazione di Ruisseau divennero tranvie urbane a tutti gli effetti e furono oggetto di grandi ristrutturazioni. In base alla convenzione dell'11 giugno 1900 tra il prefetto dipartimentale di Algeri e la CFRA vennero intrapresi lavori di raddoppio dei binari e l'elettrificazione; questa fu affidata ad una società belga del settore.
L'ultima linea ad essere aperta dalla CFRA, nel 1927, fu la Bouïra - Aumale, di 42,5 km ma la stessa venne chiusa nel 1933.

### Chiusure di linee
Della rete complessivamente realizzata dalla CFRA vennero chiuse: la tratta Maison-Carrée - Buqara (Rovigo), il 31 dicembre 1934 e la Algeri (place du Gouvernement) - Tunnel - Les Deux Moulins (Saint-Eugène) - Mazafran - Koléa con il ramo Mazafran - Castiglione, nell'ottobre 1935.